# Bogdašin
Bogdašin (mađ. Bogdása) je selo na krajnjem jugu Republike Mađarske.
Zauzima površinu od 20,99 km četvornih.

## Zemljopisni položaj
Nalazi se na 45° 53' sjeverne zemljopisne širine i 17° 48' istočne zemljopisne dužine, 5 km sjeverno od Drave i granice s Hrvatskom. Najbliže naselje u RH je Sopje, 8 km južno-jugozapadno. Fok je 1 km zapadno, Andrec je 3,5 km sjeverozapadno, Marača je 3 km, a Kákics je 5 km sjeveroistočno, Šeljin je 3 km istočno, Ivanidba je 2 km, a Starin 4,5 km jugoistočno, Markovce su 1,5 km, a Križevce su 3,5 km jugozapadno.

## Upravna organizacija
Upravno pripada Šeljinskoj mikroregiji u Baranjskoj županiji. Poštanski broj je 7966.

## Promet
Južno stotinjak metara od sela prolazi željeznička prometnica Šeljin-Harkanj. Na dijelu pruge najbližem selu se nalazi željeznička postaja.

## Stanovništvo
Bogdašin ima 339 stanovnika (2001.). Mađari su većina, a Romi, koji u selu imaju manjinsku samoupravu, čine 6% stanovnika. Preko 70% stanovnika su rimokatolici, a 17% je kalvinista. U selu manjinsku samoupravu imaju i Hrvati.

## Vanjske poveznice
- (mađ.) Bogdása a Vendégvárón  Arhivirana inačica izvorne stranice od 15. listopada 2004. (Wayback Machine)
- (engl.) Bogdašin na fallingrain.com